# Miribilla (stacja kolejowa)
Miribilla (hiszp: Estación de Miribilla) – stacja kolejowa w Bilbao, we wspólnocie autonomicznej Kraj Basków, w Hiszpanii. Znajduje się na linii C-3 Renfe Cercanías Bilbao. 
Stacja znajduje się w nowej dzielnicy Miribilla, w dystrykcie Ibaiondo. Została oficjalnie otwarta w dniu 18 grudnia 2008 r., po trzech i pół roku budowy, dzięki partnerstwu Bilbao Ría 2000.
Stacja znajduje się około 50 metrów pod ziemią i jest najgłębszą stacją w sieci Adif. Do jej budowy trzeba było wykopać trzy studnie (do wind, wentylacji i awaryjne), jedna z nich, odpowiednio do wyciągów, 50 metrów wysokości i 15 metrów średnicy. Było również konieczne przedłużenie tunelu kolejowego podziemnej jaskini po okolicy, bez przerywania ruchu kolejowego.
Dostęp do peronu odbywa się od złącza znajdującego się na placu na zewnątrz centrum Miribilla. Budynek (sala przeszklone) posiada 300 m² powierzchni, automaty biletowe. Transfer pasażerów na peron odbywa się przez windy, ale stacja posiada również sochody. Łącznie została zainstalowanych sześć panoramicznych wind, które zapewniają dobre oświetlenie przez sztuczne światło z okna budynku pasażerskiego, o pojemności do 21 osób każda. Jazda windą trwa 30 sekund.